# АЭС Сендай
АЭС Сендай (яп. 川内原子力発電所) — атомная электростанция в Японии.
Станция расположена на юго-западе японского острова Кюсю на побережье Желтого моря близ города Сацумасендай (префектура Кагосима).
Атомная электростанция была запущена 4 июля 1984 года. До момента остановки реакторов в связи с аварией на АЭС Фукусима-1 общая мощность АЭС Сендай составляла 1 780 МВт. Оба установленных реактора относились к типу PWR производства Mitsubishi Heavy Industries.
АЭС Сендай в Японии стала первой запущенной атомной электростанцией в Японии после аварии на АЭС Фукусима. Как известно, в течение года после аварии, случившейся на АЭС Фукусима-1 все атомные электростанции Японии были остановлены для проведения стресс-тестов, а также строительства дополнительных средств защиты по предотвращению возможных разрушений при землетрясениях и цунами. Первой станцией, получившей разрешение на запуск после аварии на Фукусима-1, стала именно АЭС Сендай. Решение о вводе в эксплуатацию АЭС Сэндай было принято правительством префектуры Кагосима в связи с тяжелым экономическим положением и дороговизной традиционных энергоресурсов, в первую очередь сжиженного газа, а также по причине выполнения всех необходимых работ по усилению безопасности на данной атомной электростанции и успешному прохождению ею всех стресс-тестов еще в 2011 году. 11 августа 2015 года был запущен первый энергоблок, 1 ноября был запущен второй энергоблок — таким образом, электростанция вновь вышла на полную мощность.

## Информация об энергоблоках
| Энергоблок | Тип реакторов   | Мощность | Мощность | Начало строительства | Физпуск    | Подключение к сети | Ввод в эксплуатацию | Закрытие |
| Энергоблок | Тип реакторов   | Чистый   | Брутто   | Начало строительства | Физпуск    | Подключение к сети | Ввод в эксплуатацию | Закрытие |
| ---------- | --------------- | -------- | -------- | -------------------- | ---------- | ------------------ | ------------------- | -------- |
| Сендай-1   | PWR, M (3-loop) | 846 МВт  | 890 МВт  | 15.12.1979           | 25.08.1983 | 16.09.1983         | 04.07.1984          | —        |
| Сендай-2   | PWR, M (3-loop) | 846 МВт  | 890 МВт  | 12.10.1981           | 18.03.1985 | 05.04.1985         | 28.11.1985          | —        |